# كلوز كراغ
كلوز كراغ (بالنرويجية البوكمول: Claus Krag)‏ هو مؤرخ وبروفيسور نرويجي، ولد في 21 أبريل 1943 في بو في النرويج.